# Platylesches moritili
Platylesches moritili là một loài bướm ngày thuộc họ Hesperiidae. Nó được tìm thấy ở KwaZulu-Natal, phía bắc along the coast và hinterland to Maputaland và from Mpumalanga to miền bắc Gauteng và from the central Limpopo Province to Pafuri.
Sải cánh dài 31–33 mm đối với con đực và 33–35 mm đối với con cái. Con lớn bay quanh năm nhưng thường từ tháng 3 đến tháng 5 và từ tháng 10 đến tháng 12.
Ấu trùng ăn Parinari curatellifolia.